# Universidad de Ulster
La Universidad Ulster (en irlandés: Ollscoil Uladh; en escocés del úlster, Ulstèr Universitie o Ulstèr Varsitie), legalmente la Universidad de Ulster, es una universidad pública con múltiples campus, ubicada en Irlanda del Norte. A menudo se la conoce de manera informal y extraoficial como Ulster, o por la abreviatura UU. Es la mayor universidad de Irlanda del Norte y la segunda universidad más grande de la isla de Irlanda, después de la Universidad Nacional de Irlanda.
Fundada en 1968 como la Nueva Universidad de Ulster, se fusionó con el Politécnico de Ulster en 1984, incorporando sus cuatro campus de Irlanda del Norte bajo la bandera de la Universidad de Ulster. La universidad incorporó sus cuatro campus en 1984; ubicado en Belfast, Coleraine, Derry (Magee College) y Jordanstown. Además, tiene campus filiales tanto en Londres como en Birmingham, y una amplia oferta de aprendizaje a distancia. La universidad cambió su nombre a Universidad de Ulster a partir de octubre de 2014 y esto incluyó una identidad visual revisada, aunque su nombre legal se mantuvo sin cambios.
Tiene una de las tasas de estudio y empleo más altas del Reino Unido, pues más del 92% de los graduados trabajan o estudian a los seis meses de haberse graduado. La universidad es miembro de la Asociación de Universidades de la Mancomunidad, la Asociación de Universidades Europeas, Universities Ireland y las Universities UK.

## Historia
En 1963, el Gobierno de Irlanda del Norte nombró un comité para revisar las instalaciones para la educación universitaria y técnica superior en Irlanda del Norte, siguiendo el modelo del comité de educación superior en Gran Bretaña presidido por Lionel Robbins que había informado ese año. El comité de Irlanda del Norte estuvo presidido por Sir John Lockwood, Master of Birkbeck College, Londres. El Informe Robbins había recomendado una expansión sustancial de la educación superior en Gran Bretaña, en parte provocada por el Informe Anderson de 1960, que aumentó la demanda al instigar un plan de becas para estudiantes. Se esperaba que el comité de Lockwood recomendara una segunda universidad en Irlanda del Norte, después de la Universidad de la Reina de Belfast.
En Derry, algunos grupos dirigidos por el Comité de la Universidad de Derry esperaban que Magee University College se convirtiera en la nueva universidad. Fundado como un colegio de formación presbiteriana en 1865, Magee se asoció con la Universidad Real de Irlanda, que existió entre 1880 y 1908, y luego con la Universidad de Dublín y con la Universidad de la Reina de Belfast hasta 1953. Sin embargo, el Informe Lockwood criticó el sitio estrecho de Magee, su cultura complaciente y su "administración excéntrica" y "apenas viable"; encontró que su reclamo se basaba más en derechos históricos que en una planificación para el futuro. En cambio, el informe recomendó una universidad totalmente nueva en Coleraine y el cierre de Magee. Esto resultó controvertido y muchos nacionalistas sugirieron que el ministerio unionista de O'Neill favorecía territorios de mayoría unionista en perjuicio de Derry, de mayoría nacionalista. El descontento alimentó el movimiento de derechos civiles de Irlanda del Norte que contribuyó a desencadenar los disturbios. La "Nueva Universidad de Ulster" (NUU) inscribió a sus primeros estudiantes en Coleraine en 1968. Magee no se cerró sino que se incorporó a la NUU, que obtuvo su estatuto en 1970.
Tras una revisión de la educación superior en Irlanda del Norte bajo la presidencia de Sir Henry Chilver en 1982, la Oficina de Irlanda del Norte (NIO) decidió fusionar NUU con otra fundación de Lockwood Report, el Politécnico de Ulster en Jordanstown. La carta de NUU se entregó y la Universidad fusionada de Ulster (eliminando "Nueva" del nombre) obtuvo su carta el 1 de octubre de 1984. Más tarde, la Escuela de Arte y Diseño de Belfast (fundada en 1849) se convirtió en parte de la Universidad.
Campus One, el Campus Virtual de la universidad, se lanzó el 8 de octubre de 2001, lo que facilitó con éxito la provisión de cursos de nivel de pregrado y posgrado a través del aprendizaje a distancia. La universidad ahora simplemente se refiere a esto como aprendizaje a distancia.
La universidad anteriormente tenía un laboratorio llamado 'Laboratorio de agua dulce de la Universidad de Ulster' en Traad Point en la orilla del Lago Neagh en Ballymaguigan. El Laboratorio de agua dulce, aunque no era un campus, era un sitio de la universidad y constaba de alojamiento en el campus, aulas y laboratorios de pruebas. Los cursos ofrecidos fueron sobre agricultura, la vida silvestre de Lough Neagh, pruebas de agua y otros cursos acuáticos. El sitio es ahora propiedad del Consejo del Distrito de Magherafelt. Para 2010, el área se había vuelto popular entre los lugareños para acampar, pescar y navegar.
En otoño de 2011, el vicecanciller Barnett anunció un programa de reestructuración financiera con el objetivo de reducir el número de empleados de la universidad de 3150 a 3000.] El personal de la universidad expresó su preocupación por los medios propuestos y el impacto de la reestructuración, citando "el uso de la amenaza de despido obligatorio para acosar e intimidar al personal" y la creencia de que la universidad estaba "abdicando de sus responsabilidades ante la comunidad en general". que lo financia".
En abril de 2012, la rama de la universidad y College Union (UCU) de la Universidad de Ulster declaró una disputa formal con la dirección de la universidad sobre la implementación de la reestructuración, afirmando que el recurso a "plazos prematuros y amenazas injustificadas de despido obligatorio" era "irrazonable como así como contrario a la política de la Universidad y los objetivos corporativos".
Sin embargo, las razones de los recortes no son exclusivas de la Universidad de Ulster. En primer lugar, la Gran Recesión que comenzó en 2008 y generó un cambio de gobierno y una fuerte reducción del gasto público. En segundo lugar, había problemas relacionados con las tasas de matrícula. Como resultado de la devolución política en el Reino Unido (obligatoria a partir de 1998), las tarifas difieren en los cuatro países que forman la unión. Para la matrícula de pregrado, actualmente son £9,250 en Inglaterra, pero solo £4,030 en Irlanda del Norte. Durante un tiempo, las bajas tasas en Irlanda del Norte fueron aclamadas como un triunfo de la devolución y parecían una herramienta para facilitar el acceso a los estudiantes menos favorecidos. A las universidades de Irlanda del Norte les fue razonablemente bien financieramente. Sin embargo, como Pritchard y Slowey Señale que, si el gobierno no cubre el déficit, las bajas tarifas dejarán a las universidades de Irlanda del Norte en desventaja en comparación con sus contrapartes inglesas. En 2015, el gobierno redujo la asignación de fondos para instituciones de educación superior en un 8,2 %. Ambas universidades de Irlanda del Norte tuvieron que hacer recortes. Queen's University anunció recortes inmediatos de 236 puestos de trabajo y reducciones en el número de estudiantes de ca. 290 (1.010 en los próximos tres años). Ulster también anunció su intención de eliminar más de 200 puestos de trabajo y 250 plazas para estudiantes en 2015-16 (1200 durante los siguientes tres años).

## Campus
La Universidad de Ulster es la universidad regional de Irlanda del Norte con cuatro campus locales: en Belfast, Coleraine, Jordanstown y Derry (Magee College). También hay otros dos campus filiales, en Londres y Birmingham, donde se imparten cursos.
A través del aprendizaje a distancia se ofrecen cursos en línea de la Universidad de Ulster a todo el mundo. La universidad fue una de las primeras en ofrecer programas de nivel de grado a través de su programa anterior "Campus One" y fue pionera en la introducción de cursos de nivel de grado en línea en Ciencias Biomédicas. Posteriormente, la universidad fue seleccionada por la Comisión Europea para impartir el primer programa educativo superior del mundo en ingeniería de seguridad del hidrógeno.

### Belfast
La Universidad de Ulster en Belfast se encuentra en el Barrio de la Catedral de la ciudad, su centro artístico y cultural. Aunque tradicionalmente se asocia con el arte y alberga la Escuela de Arte de la universidad, originalmente inaugurada como la Escuela de Arte y Diseño de Belfast en 1849, el campus tiene una variedad de materias que incluyen arquitectura, hospitalidad, organización de eventos, fotografía y animación digital. La clínica de derecho galardonada tiene su sede en el campus de Belfast y ofrece asesoramiento legal gratuito sobre seguridad social y derecho laboral.
La Universidad de Ulster ha estado ampliando y desarrollando el campus de Belfast desde 2009 como parte de uno de los desarrollos urbanos más grandes de Irlanda del Norte, y casi 15 000 estudiantes y personal pronto se ubicarán en el centro de la ciudad. La primera fase de este desarrollo se inauguró en 2015 y la finalización del proyecto estaba prevista para 2019. La remodelación del campus se completó en gran medida para 2021, sin embargo, la finalización de la construcción está en curso.

### Coleraine
La Universidad de Ulster en Coleraine se encuentra a orillas del río Bann, con vistas a la costa norte y las colinas del condado de Donegal. Las materias que se imparten en Coleraine incluyen ciencias biomédicas, ciencias ambientales y geografía, farmacia, psicología, humanidades, cine y periodismo, viajes y turismo, así como formación docente.
Un desarrollo importante en Coleraine fue la introducción del programa de grado en ciencias biomédicas en 1980. Esta área temática creció y ocupó el primer lugar en el Reino Unido en tres ejercicios de evaluación de investigación sucesivos (1996, 2001 y 2008). También generó el desarrollo de áreas temáticas relacionadas que incluyen nutrición humana, radiografía, ciencia clínica, optometría, podología, farmacia, farmacología y medicina estratificada.
En 2002, se otorgaron £ 14,5 millones en el marco del Programa de apoyo a la investigación universitaria (SPUR) para establecer el Centro de biociencias moleculares en Coleraine.
El campus de Coleraine ahora alberga una serie de cursos que anteriormente se impartían en la Escuela de Hotelería, Ocio y Turismo de Portrush. Este sitio de Portrush cerró en 2008, con cursos reubicados en los campus de Coleraine y Belfast recientemente desarrollados.
En 2009, la universidad lanzó un nuevo curso de Maestría en Farmacia (MPharm) en Coleraine, convirtiéndose en la mejor universidad del Reino Unido en farmacia y farmacología en 2014 y manteniendo esa posición en 2015, 2016 y 2017.
En julio de 2011, en cooperación con la Universidad de Medios y Comunicaciones de Zhejiang (ZUMC), se desarrolló el 'Instituto Confucio de la Universidad de Ulster' (CIUU). El Instituto Confucio es parte de una red de 322 institutos en más de 50 países que promueven y enseñan el idioma y la cultura chinos y facilitan los intercambios culturales destinados a fomentar los vínculos comerciales con China.
En la primavera de 2015, se completó un nuevo bloque de enseñanza de £ 5,1 millones en el campus de Coleraine. Más tarde, en 2015, se inauguró un nuevo edificio de la Facultad de Artes tras una inversión de 6,75 millones de libras esterlinas. Ahora alberga un archivo de medios digitales, instalaciones de medios actualizadas, incluidos estudios de radio y televisión, y un centro de investigación de posgrado, así como oficinas y alojamiento administrativo.

### Jordanstown
La Universidad de Ulster en Jordanstown, a menudo conocida informalmente como UUJ, fue anteriormente la sede de la Facultad de Educación Física de Ulster, una de varias universidades que se unieron en la formación del Politécnico de Ulster, y es el campus universitario más grande. El lugar, de 114 acres (0,46 km 2), está ubicado a siete millas al norte del centro de la ciudad de Belfast, al pie de las colinas de Antrim, con vista a Belfast Lough. La mayoría de los edificios están situados alrededor de un centro comercial con tiendas y servicios en el lugar. El campus tiene un fuerte perfil en negocios, ingeniería, construcción, ciencias sociales (entre ellas, en derecho), comunicación y disciplinas académicas relacionadas con la ciencia y el entrenamiento deportivo. El deporte desempeña un papel importante en la vida del campus. Es la sede del Sports Institute of Northern Ireland, una asociación entre la universidad y Sport Northern Ireland, y la mayoría de los atletas de élite de Irlanda del Norte entrenan en sus impresionantes instalaciones. El campus también es la única universidad en Irlanda del Norte que ofrece cursos de pregrado y posgrado en diversas profesiones relacionadas con la salud, como fisiología clínica cardíaca y respiratoria, radiografía diagnóstica y terapéutica, terapia ocupacional, fisioterapia, podología y terapia del habla y lenguaje. Es también el único campus que ofrece cursos de ingeniería biomédica en Irlanda del Norte.

### Magee
El Magee College en la ciudad de Derry comprende una mezcla de edificios históricos y nuevos en una zona residencial victoriana. Recibió el nombre de Martha Magee y se inauguró en 1865 como una universidad cristiana presbiteriana de artes y teología. Desde 1953, no ha tenido afiliación religiosa y fue uno de los campus fundadores de la universidad en 1968. La inversión continua en el campus de Magee proporciona instalaciones de enseñanza, investigación y apoyo para estudiantes y personal. Esta inversión ha generado una villa residencial para estudiantes que ofrece alojamiento con baño privado, una biblioteca, el Centro de Investigación de Sistemas Inteligentes, el Edificio de Artes Foyle y un Centro de Ingeniería y Energía Renovable de última generación que ofrece una amplia gama de cursos de Ingeniería.
Además de las instalaciones de enseñanza y aprendizaje de la universidad, el campus cuenta con instalaciones residenciales, de restauración y deportivas. Las instalaciones deportivas incluyen un polideportivo polideportivo, un gimnasio y un estudio, así como un campo de hierba y césped sintético 3G iluminado con pabellón y vestuarios.

### Campus filiales
La universidad tiene una asociación con QA Higher Education, que opera dos campus filiales en Inglaterra: Londres y Birmingham. El campus de Londres está en Holborn, y el campus de Birmingham está en Centre City Tower. Los campus ofrecen cursos en negocios, finanzas e informática.

## Organización

### Gobierno

#### Vicecancicller
- Sir Derek Birley (1983–1991)
- Trevor Arthur Smith, Baron Smith de Clifton (1991–1999)
- Gerry McKenna DL RIA (1999–2006)[41]
- Sir Richard Barnett (2006–2015)
- Paddy Nixon (2015–2020)
- Paul Bartholomew (2020–presente)

#### Canciller
- Ralph Grey, Baron Grey de Naunton (1984–1993)
- Baroness Neuberger (1994–2000)
- Sir Richard Nichols (2002–2010)
- James Nesbitt (2010–2021)
- Colin Davidson (2021-presente)

### Facultades
Las cuatro facultades de la Universidad de Ulster son:
- Artes Humanidades y Ciencias Sociales
- Informática, Ingeniería y Entorno Construido
- Ciencias de la vida y la salud
- Escuela de Negocios de la Universidad de Ulster

## Perfil académico
La oferta de cursos de la universidad es la más grande de Irlanda del Norte y abarca artes, negocios, ingeniería, tecnología de la información, ciencias de la vida y la salud, administración y ciencias sociales. Los cursos tienen un fuerte elemento vocacional y la mayoría incluye un período de prácticas industriales o profesionales.

### Clasificaciones
La universidad aparece cada año en las clasificaciones de la Complete University Guide, The Guardian, y conjuntamente por The Times y The Sunday Times; esto conforma la clasificación de la tabla de la liga universitaria del Reino Unido. Fue preseleccionada para Universidad del Año del Sunday Times en 2001.
La institución es una universidad moderna líder, clasificada entre las 150 mejores instituciones mundiales con menos de 50 años, según la tabla de clasificación del The Times Higher Education 150 Under 50 World University.
Ulster se encuentra en el 20% superior en perspectiva internacional en 2016. En el listado de The World University ha quedado en los puestos 401 - 500.
Ulster obtiene un puntaje alto en satisfacción de los estudiantes en la Encuesta Nacional de Estudiantes de 2018 que revela tasas de satisfacción del 87%, ubicándose en el puesto 23 entre 154 universidades del Reino Unido.
En 2019, Ulster ocupó el segundo lugar en el Reino Unido por las tasas de aceptación universitaria del Reino Unido en una plataforma de revisión universitaria StudentCrowd.

### Investigación
La universidad se embarcó en una política de selectividad de investigación en 1993 financiada parcialmente por los Fondos de Desarrollo de Irlanda del Norte (NIDevR) administrados a través del Consejo de Educación Superior de Irlanda del Norte. La política dio como resultado una gran mejora en el desempeño de la universidad en los Ejercicios de Evaluación de la Investigación posteriores (1996, 2001 y 2008; 3 áreas temáticas, ciencias biomédicas, enfermería y estudios celtas se clasificaron entre las 5 mejores en el Reino Unido en el último ejercicio) y en la mejora de su producción de publicaciones, la financiación de la investigación externa y las actividades de transferencia de conocimientos. El establecimiento en 2002-2003 de una serie de institutos de investigación en áreas de solidez establecida y la recepción de más de £ 40 millones a través del Programa de Apoyo a la Investigación Universitaria (SPUR), financiado conjuntamente por Atlantic Philanthropies y el Departamento de Empleo y Aprendizaje de Irlanda del Norte (DEL), produjo una mejora significativa adicional en el desempeño de la investigación de la universidad.
El ejercicio Research Excellence Framework 2014 identificó a la institución como una de las cinco mejores universidades del Reino Unido en investigación líder mundial en derecho, ciencias biomédicas, enfermería y arte y diseño. Según algunas métricas, se clasificó como la mejor universidad de Irlanda del Norte en investigación en ciencias biomédicas, derecho, negocios y administración, arquitectura y entorno construido, arte y diseño, política social, deporte, estudios de medios y enfermería.
El Marco de Excelencia en Investigación 2014 identificó que el 72% de la actividad de investigación de la universidad era líder mundial o excelente a nivel internacional. Además, la evaluación REF identificó a la universidad como clasificada:
- En el top 10 en todo el Reino Unido para el entorno construido, las ciencias biomédicas, el derecho, el arte y el diseño y la investigación en enfermería
- Primero en el Reino Unido por su impacto sobresaliente en la ley y primero en conjunto en el Reino Unido por su impacto sobresaliente y muy considerable en la investigación educativa
- Segundo en el Reino Unido para la investigación de estudios celtas.

#### Institutos de Investigación
Hay 15 institutos de investigación en la universidad. Estos son:
- Instituto de Investigación de Artes y Humanidades (AHRI)
- Instituto de Investigaciones en Ciencias Biomédicas
- Instituto de Investigación del Entorno Construido
- Instituto de Investigación Empresarial y de Gestión
- Centro de Investigación de Medios
- Instituto de Investigación en Ciencias de la Computación
- Instituto de Investigación de Ingeniería (ERI)
- Instituto de Investigaciones en Ciencias Ambientales
- Instituto de Investigación en Enfermería y Salud
- Instituto de Investigaciones en Ciencias Sociales
- Instituto de Investigación de Estudios Irlandeses y Celtas
- Instituto de Investigaciones en Psicología
- Instituto de Investigación de Arte y Diseño (RIAD)
- Instituto de Investigación en Ciencias del Deporte y el Ejercicio
- Instituto de Justicia Transicional

## Académicos y exalumnos destacados
Ulster cuenta con una gran cantidad de exalumnos notables, como los parlamentarios Kate Hoey, Gregory Campbell, Michelle Gildernew, Roberta Blackman-Woods y el ex vice primer ministro de Irlanda del Norte Mark Durkan, los parlamentarios Alban Maginness, Basil McCrea y Seán Neeson, escritores y autores que incluyen a Anne Devlin, Dinah Jefferies, Colin Duriez, Calum Neill y Aodán Mac Póilin, poetas como Gerald Dawe y Brendan Hamill, y artistas como Jack Coulter, Colin Davidson, Oliver Jeffers, Freddie Freeburn, Victor Sloan, Andre Stitt, John Luke y John Kindness. Otros alumnos son el compositor Brian Irvine, el músico David Lyttle, el comediante Omid Djalili, el ex rehén y escritor Brian Keenan, el historiador Simon Kitson, el científico biomédico y ex vicerrector Gerry McKenna, el artista visual Willie Doherty, la fotógrafa Mary Fitzpatrick, el productor de cine Michael Riley, el jugador de rugby Brian Robinson, la personalidad de radio y televisión Gerry Anderson, la académica de enfermería Alison Kitson, el director ejecutivo de Cognizant Brian Humphries y la oficial de policía sénior Barbara Gray.
Entre otros académicos notables, que han trabajado o trabajan en Ulster, cabe mencionar al historiador Antony Alcock, la politóloga Monica McWilliams, los poetas Andrew Waterman yJames Simmons, el crítico literario Walter Allen, el físico y posteriormente vicecanciller de la Universidad de Sheffield, Gareth Roberts, el matemático Ralph Henstock, tecnólogo en energía solar y presidente del Instituto de Tecnología de Dublín, Brian Norton, los profesores de derecho Brice Dickson y Denis Moloney, el profesor de investigación en enfermería Brendan George McCormack, el videoartista nominado al Premio Turner Willie Doherty, el artista oficial de guerra Paul Seawright y la artista en vivo Anne Seagrave.
Los académicos que fueron elegidos miembros de la Real Academia Irlandesa mientras trabajaban en Ulster son Bertie Ussher (Clásicos), Norman Gibson (Economía), Amyan Macfadyen (Biología), Bill Watts (Química), Gerry McKenna (Ciencias Biomédicas, Genética), Sean Strain (Ciencias Biomédicas, Nutrición), Marshall McCabe (Geología), Peter Flatt (Ciencias Biomédicas, Diabetes), Séamus MacMathúna (Estudios Celtas), Robert Anthony Welch (Literatura), Vani Borooah (Economía), Máréaid Nic Craith (Estudios Celtas) , Graham Gargett (francés), Helene McNulty (ciencias biomédicas, nutrición), Pól Ó Dochartaigh (alemán), Robert McBride (francés), Ullrich Kockel (etnografía), John McCloskey (Geociencias), Rosalind Pritchard (Educación) y Derek Jackson (Ciencias Ambientales).
Entre quienes han recibido títulos honoríficos, se encuentran el expresidente de los Estados Unidos Bill Clinton, la expresidenta de Irlanda Mary McAleese, la secretaria de Estado de los Estados Unidos Hillary Clinton, los entrenadores de fútbol Sir Alex Ferguson y Brendan Rodgers, el poeta Seamus Heaney, los escritores Seamus Deane, Brian Friel, Frank McGuinness y Colm Tóibín, los activistas May Blood y Aung San Suu Kyi, los actores Amanda Burton y Ewan McGregor, el entrenador de caballos de carreras Vincent O'Brien, el obispo Seán Brady, Robin Eames, James Mehaffey, Edward Daly y Desmond Tutu, los cantantes Enya, Van Morrison y Tommy Makem, los políticos John Hume y Garret FitzGerald, el político, escritor e historiador Conor Cruise O'Brien, el abogado estadounidense John Connorton, el diplomático estadounidense Jim Lyons, el futbolista gaélico Peter Canavan, el jugador de rugby David Humphreys, los golfistas Darren Clarke y Graeme McDowell, el exgobernador de Hong Kong Chris Patten y el triple saltador Jonathan Edwards.